# E (narod)
E (Wuse), narod tajske porodice naroda nastanjen u sjevernim predjelima autonomne kineske regije Guangxi Zhuang. Kinezi ovaj narod nazivaju Wuse i klasificiraju pod manjinu Zhuang (Žuan), čiji jezik međutim oni niti razumiju, niti govore, i služe se jezikom e, članom porodice tai-kadai te je srodan s jezicima cao lan, nung, tày, ts'ün-lao i južni žuan.
Točno brojno stanje E ili Wuse naroda nije točno utvrđeno, a iznosi između 30 i 50 tisuća. Uz svojih 19 sela u okruzima Rongshui i Luocheng znatan dio ih živi i u gradu Yongle.
Guangxi je bio raskršće putova mnogih naroda što je dovodilo do mnogih promjena u životima zajednica koje su se tu susretale, kao što su to narodi Maonan, Žuan i Mulao. E su od Kineza preuzeli neke njihove običaje, a najvažniji su proljetni festival i kineska Nova godina. Većina njih su animisti. Rašireno je obožavanje predaka.

## Vanjske poveznice
- E of China